# The Senior Open Championship 2013
The Senior Open Championship, presented by Rolex is een golfkampioenschap voor golfprofessionals en -amateurs. In Europa is dit het belangrijkste toernooi van de Europese Senior Tour. In 2013 wordt het van 25-28 juli gespeeld op Royal Birkdale in Merseyside. Titelverdediger is Fred Couples. Het prijzengeld is € 2.000.000, waarvan de winnaar € 240.000 krijgt.
Paul Wesselingh  is al enige weken de leider van de Order of Merit van de Senior Tour. Hij heeft dit seizoen al het Senior PGA kampioenschap gewonnen en het Bad Ragaz PGA Seniors Open. Hij komt uit Liverpool en is opgegroeid op links-banen zoals Royal Birkdale.

## Verslag
De par van de baan is 70. Er doen 143 spelers mee, incl. 50 Amerikanen, 34 Engelsen, 11 Schotten, 6 Ieren en 2 spelers uit Wales. Verder zijn er 5 spelers uit Canada en 4 uit Australië en van het Europese continent komen 6 Spanjaarden. Deze verhoudingen weerspiegelen hoe het was toen de Europese Tour was in haar beginjaren, toen deze senioren dertig jaar jonger waren.

### Ronde 1
Vier spelers stonden al met een score van -2 aan de leiding toen Peter Fowler op hole 10 een birdie maakte en ook op -2 kwam. Ze werden echter allemaal ingehaald door de Amerikaanse rookie Gene Sauers. Colin Montgomerie speelt deze week zijn eerste toernooi op de Senior Tour.

### Ronde 2
Bernhard Langer voert de Europese spelers aan met twee rondes onder par terwijl hij de leiding deelt met de onbekende Mark Wiebe uit de Verenigde Staten. Hij speelt op de Champions Tour en komt alleen naar Europa om het Senior Open te spelen. Fit is zijn vierde deelname. De 53-jarige Tom Watson werd eerder dit jaar 23ste op het US Senior Open en 28ste op  US Senior PGA Kampioenschap. Still going strong. Hij maakte in ronde 2 zes birdies en staat op de 29ste plaats.

### Ronde 3
Sandy Lyle heeft in 2012 bijna geen toernooien gespeeld maar lijkt weer zijn oude vorm terug te krijgen. Hij heeft dit jaar vier toernooien gespeeld en drie keer de cut gehaald en nu staat hij in de top-4 na ronde 3. Bernhard Langer scoort goed, op de twee par-5 holes maakt hij steeds een birdie. Miguel Ángel Martín maakte met 65 de beste dagronde.

### Ronde 4
Ronde 4 werd wegens onweer om half 6 afgebroken. Langer stond aan de leiding met drie slagen voorsprong op Mark Wiebe en vijf slagen op David Frost. Langer en Frost speelden samen  in de laatste flight en moesten nog zes holes spelen, Wiebe nog vijf.
Na 90 minuten kon er weer gespeeld worden naar dat duurde maar een half uur. Zes spelers moesten de ronde nog afmaken. De onderbreking was maar kort en na de hervatting leek Bernhard Langer het toernooi te winnen totdat hij op de laatste hole in de bunker naast de green kwam, een dubbelbogey maakte en gelijk met Wiebe eindigde.

### Play-off
Er volgde een play-off op hole 18, maar nadat deze twee keer gespeeld was en er nog steeds geen winnaar was, werd om kwart voor tien besloten dat het te donker was om verder te gaan. Er werd nog besproken om de titel te delen, zoals Bernhard Langer en Colin Montgomerie in soortgelijke omstandigheden in 2002 deden bij de Volvo Masters, maar Langer vond dat geen correcte oplossing bij een Major. De rest van de play-off werd uitgesteld tot maandagochtend 8 uur.
Maandag werd hole 18 vier keer gelijk gespeeld. De vijfde keer werd beslissend. Wiebe's afslag laf links in de rough, en Langer lag op de fairway. Langer speelde op safe; met Wiebe in de rough wilde hij safe een bogey maken en hield zijn tweede slag net voor de bunker waar hij tijdens zijn 72ste hole niet goed uit kon komen. Wiebe sloeg echter een schitterende lage bal met een mooie draw op de green, maakte par en won. 
- Scores

| Naam            | Score R1 | Score R1 | Nr  | Score R2 | Score R2 | Totaal | Nr  | Score R3 | Score R3 | Totaal | Nr  | Score R4 | Score R4 | Totaal | Nr  | Play-off | Play-off | Play-off | Play-off | Play-off |
| --------------- | -------- | -------- | --- | -------- | -------- | ------ | --- | -------- | -------- | ------ | --- | -------- | -------- | ------ | --- | -------- | -------- | -------- | -------- | -------- |
| Mark Wiebe      | 70       | par      | T11 | 65       | -5       | -5     | T1  | 70       | par      | -5     | 3   | 66       | -4       | -9     | T1  | 4        | 4        | 4        | 5        | 4        |
| Bernhard Langer | 68       | -2       | T2  | 67       | -3       | -5     | T1  | 66       | -4       | -9     | 1   | 70       | par      | -9     | T1  | 4        | 4        | 4        | 5        | 5        |
| David Frost     | 68       | -2       | T2  | 68       | -2       | -4     | 3   | 68       | -2       | -6     | 2   | 70       | par      | -6     | T3  |          |          |          |          |          |
| Corey Pavin     | 69       | -1       | T   | 71       | +1       | par    | T   | 69       | -1       | -1     | T8  | 65       | -5       | -6     | T3  |          |          |          |          |          |
| Peter Senior    | 68       | -2       | T2  | 71       | +1       | -1     | T10 | 69       | -1       | -2     | 7   | 66       | -4       | -6     | T3  |          |          |          |          |          |
| Peter Fowler    | 69       | -1       | T7  | 68       | -2       | -3     | T4  | 70       | par      | -3     | T4  | 69       | -1       | -4     | 6   |          |          |          |          |          |
| Sandy Lyle      | 70       | par      | T11 | 68       | -2       | -2     | T   | 69       | -1       | -3     | T4  | 70       | par      | -3     | 7   |          |          |          |          |          |
| Gene Sauers     | 67       | -3       | 1   | 70       | par      | -3     | T4  | 70       | par      | -3     | T4  | 72       | +2       | -1     | 10  |          |          |          |          |          |
| Frankie Miñoza  | 68       | -2       | T2  | 78       | +8       | +6     | T46 | 72       | +2       | +8     | T46 | 77       | +7       | +15    | T61 |          |          |          |          |          |

| Leider |  | Toernooirecord |  | MC = missed cut = cut gemist |  | DQ = disqualified |

De top-15 (en gelijkspellen) van dit toernooi mogen in 2014 weer meedoen.

## Spelers
Het is een indrukwekkend spelersveld: 18 winnaars van een Major (M), 23 winnaars van een Senior Championships (S) en 9 voormalige captains van een Ryder Cup team, afgezien van voormalige winnaars van dit toernooi, daarvan staat het jaartal achter hun naam. Bijna veertig spelers hebben zich voor dit toernooi via kwalificatietoernooien voor dit Open geplaatst. Deze toernooien werden gespeeld op de Hillside Golf Club (H), de Formby Golf Club (F) en de Southport & Ainsdale Golf Club (A).
| - Michael Allen S - Stephen Bennett H - Jay Don Blake - Charlie Bolling F - Gordon Brand Jr. - Gordon J. Brand - Mark Brooks M - Jerry Bruner H - BRad Bryant S - Hendrik Buhrmann F - Mark Calcavecchia M - Bob Cameron - Luis Carbonetti F - José Manuel Carriles - Roger Chapman S - Steve Cipa H - Russ Cochran (2011) S - Barry Conser F - John Cook - Fred Couples (2012) M S - Mike Cunning - Peter Dahlberg F - Joe Daley S - Eamonn Darcy - Ross Drummond - David Eger - Steve Elkington M - Campbell Elliott F - Marc Farry - Brad Faxon - Rick Fehr - Anders Forsbrand - Peter Fowler - Ángel Franco - David Frost S - Fred Funk S - Bob Gilder - Philip Golding - Mike Goodes - John Gould F - Wraith Grant F - Phil Gresswell H - Gary Hallberg - Kirk Hanefeld F - John Harrison A - Jeff Hart - Kohki Idoki S - John Inman - Mark James R S | - Tony Johnstone - Phil Jonas - Steve Jones M - Kyle Kelsall - Mitch Kierstanson H - John King A - Tom Kite M R S - Massy Kuramoto H - Barry Lane - Bernhard Langer (2010) M R S - Tom Lehman M S - Rick Lewallen H - Pedro Linhart - Bill Longmuir - Michael Lord A - Chien Soon Lu - Jan Lubieniecki - Santiago Luna - Sandy Lyle M - Malcolm Mackenzie - Andrew Magee - Gordon Mason A - Miguel Ángel Martín - Carl Mason - Dick Mast - Jeff Mathews F - Mark McCumber - Mike McLean - Mark McNulty S - Rocco Mediate - Frankie Minoza - Peter Mitchell - Larry Mize M - Colin Montgomerie R - Mark Mouland - Andrew Murray H - Christy O'Connor jr. (1999, 2000) S - Seiki Okuda A - Andrew Oldcorn - Mark O'Meara M S - Denis O'Sullivan H - Steve Pate M - Corey Pavin M R - Tom Pernice Jr - Terry Price - Juan Quiros - José Rivero - Costantino Rocca - Eduardo Romero S | - Roger Roper A - Boonchu Ruangkit - David J Russell - Jim Rutledge - Roger Sabarros A - Gene Sauers - Peter Senior - Andrew Sherborne - Jeff Sluman M - Keir Smith A - Des Smyth - Jamie Spence - Rod Spittle - Kevin Spurgeon - Craig Stadler M S - Noboru Sugai (2002) S - Ken Tarling A - Lance Tenbroeck - Tim Thelen - Steen Tinning - Esteban Toledo - Katsuyoshi Tomori H - Sam Torrance R - Gary Trivisonno H - Greg Turner - Laurie Turner H - Bob Tway M - Michael Ure F - Bruce Vaughan (2008) S - Duffy Waldorf - Philip Walton - Tom Watson (2003, 2005, 2007) M R S - Paul Way - Alastair Webster H - Paul Wesselingh - Mark Wiebe - Chris Williams - Gary Wolstenholme - Willie Wood - Ian Woosnam M R Amateurs - Andrew Atkinson F - Kenny Gallacher A - Frank O'Donoghue A - R.A. Latham * F - Chip Lutz * - Jim Volpenhein * H |

* R.A. Latham is lid van Woodhall Spa, waar hij met W.H. Heath in mei 2013 de Central England Open Men's Foursomes won.

* Chip Lutz won in 2012 The Senior Open Amateur Championship op Porthrush. Hij kreeg daarna een wildcard voor dit Open.

* Jim Volpenhein won 7x het Metropolitan Amateur (matchplay) tussen 1981 en 2004.